# Leichtathletik-Europameisterschaften 1954/Teilnehmer (Portugal)
Portugal nahm bei den 5. Leichtathletik-Europameisterschaften in Bern zum dritten Mal an der Veranstaltung teil. Zu den Wettbewerben entsandte das Land neun Athleten.
| Wettbewerb       | Männer                                               |
| ---------------- | ---------------------------------------------------- |
| 100 m            | Tomás Paquete (ausgeschieden als Fünfter im Vorlauf) |
| 5000 m           | Manuel Faria (ausgeschieden als Achter im Vorlauf)   |
| 10.000 m         | Júlio Silva (16. Platz)                              |
| Marathon         | José Araújo (8. Platz)                               |
| Marathon         | Claudino Martins (15. Platz)                         |
| 3000 m Hindernis | Augusto Silva (ausgeschieden als Zehnter im Vorlauf) |
| Dreisprung       | Rui Ramos (9. Platz)                                 |
| Diskuswurf       | Manuel Silva (18. Platz)                             |
| Zehnkampf        | Matos Fernandes (15. Platz)                          |